# 8702 Nakanishi
A 8702 Nakanishi (ideiglenes jelöléssel 1993 VX3) a Naprendszer kisbolygóövében található aszteroida. M. Hirasawa és S. Suzuki fedezte fel 1993. november 14-én.